# Yaroslavl (tỉnh)

Yaroslavl Oblast (tiếng Nga:Яросла́вская о́бласть, Yaroslavskaya oblast) là một chủ thể liên bang của Nga (một tỉnh). Trung tâm hành chính là thành phố Yaroslavl.

## Liên kết
Tư liệu liên quan tới Yaroslavl Oblast tại Wikimedia Commons
 Tư liệu liên quan tới Ярославская область tại Wikimedia Commons
- (tiếng Nga) Official website of Yaroslavl Region Lưu trữ ngày 26 tháng 1 năm 2004 tại Wayback Machine
- (tiếng Anh) Official website of Yaroslavl Region Lưu trữ ngày 6 tháng 1 năm 2008 tại Wayback Machine